# Salzgäßchen
Das Salzgäßchen ist eine Anliegerstraße in der Leipziger Innenstadt. Es wurde benannt nach den im Mittelalter in der Nachbarschaft befindlichen Salzbänken. Durch seine Verbreiterung nach dem Zweiten Weltkrieg hat es eher den Charakter eines Platzes, weshalb es in der Adventszeit auch als Erweiterungsfläche des auf dem Markt stattfindenden Weihnachtsmarktes genutzt wird.

## Verlauf
Das 100 Meter lange und über 20 Meter breite Salzgäßchen verläuft in West-Ost-Richtung und verbindet den Markt mit der Reichsstraße. In der Mitte zweigen zwei Verbindungen zum Naschmarkt ab. Es ist, abgesehen von der Hotelzufahrt, autofrei.
An der südlichen Seite stehen das Alte Rathaus, die Alte Börse mit ihrer Rückseite und das im historischen Handelshof residierende Hotel Steigenberger. Die Nordseite bildet ein sechsgeschossiger Wohnkomplex.

## Geschichte
Das ehemals etwa fünf Meter breite Salzgäßchen war ursprünglich beidseitig dicht bebaut. Die ungeraden Hausnummern von 1 bis 9 lagen auf der Nordseite. Das dem Markt zugewandte Haus Nr. 1 trug ab 1924 den Namen Zum goldenen Brunnen, da vor ihm vom Mittelalter bis 1826 der Goldene Brunnen gestanden hatte.
Die drei Häuser zwischen Alter Börse und Reichsstraße wurden 1908 zugunsten des neuen Messehauses Handelshof abgerissen, der die Hausnummer 6 erhielt.

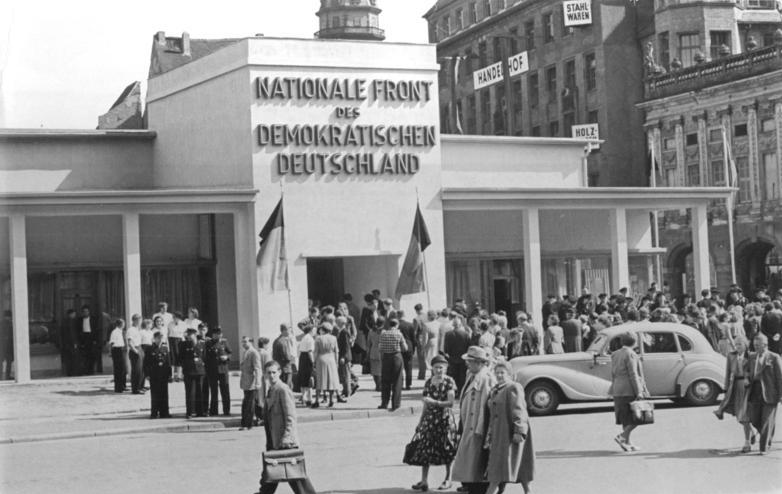
Pavillon der Nationalen Front (1953)
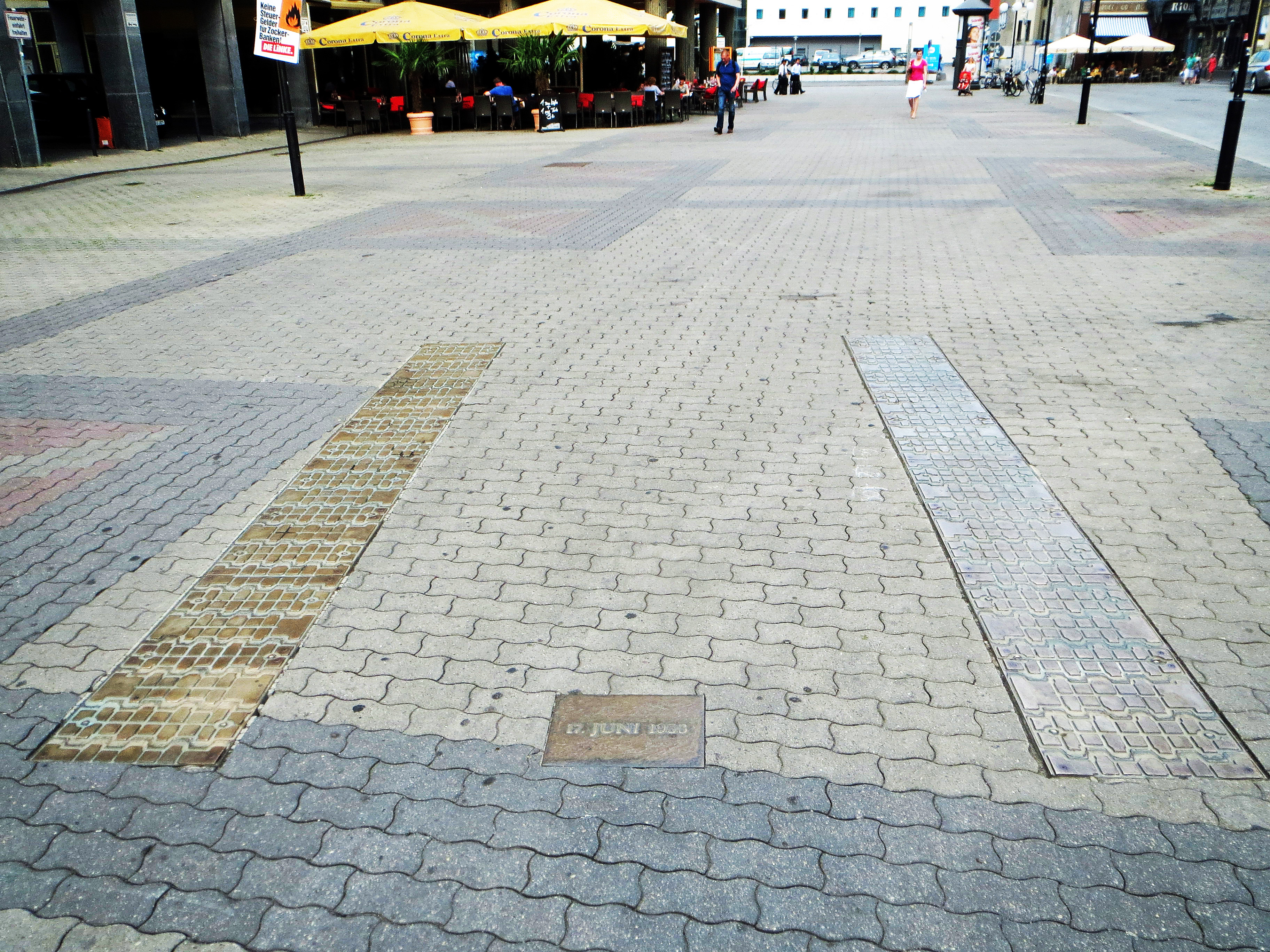
Panzerspur als Mahnmal (2014)

Bei den Bombenangriffen im Zweiten Weltkrieg wurden die Gebäude der Nordseite völlig zerstört und die der Südseite stark beschädigt. Auf dem nun freien Platz neben dem Alten Rathaus errichtete die DDR zur politischen Propaganda den Pavillon der Nationalen Front. Dieser wurde beim Volksaufstand vom 17. Juni 1953 niedergebrannt, aber bis zur nächsten Herbstmesse wieder aufgebaut. Etwa an seiner Stelle befindet sich heute im Salzgäßchen hinter der Alten Börse als Mahnmal die bronzene Nachbildung der Spur eines sowjetischen Panzers.
Von 1962 bis 1964 wurde im Norden ein sechsgeschossiger Wohnkomplex errichtet, der ein Geviert mit Innenhof bildet und etwa 20 Meter von der alten nördlichen Bauflucht des Salzgäßchens zurückgesetzt wurde. Eines seiner Teile hat die Adresse Salzgäßchen 3.